# Distretto di Cotaruse
Il distretto di Cotaruse è un distretto del Perù nella provincia di Aymaraes (regione di Apurímac) con 4.049 abitanti al censimento 2007 dei quali 802 urbani e 3.247 rurali.
È stato istituito il 1º giugno 1914.